# Thomas Hyde
Thomas Hyde (Billingsley, 29 giugno 1636 – Oxford, 18 febbraio 1703) è stato un orientalista inglese.

## Vita
Nacque nella frazione di Billingsley, nei pressi di Bridgnorth nello Shropshire. Suo padre, rettore amministrativo della frazione, lo introdusse allo studio delle lingue orientali sin da giovane. Fu quindi educato a Eton e a sedici anni entrò nel King's College di Cambridge. Sotto la guida di Abraham Wheelock, professore di arabo, fece tali e rapidi progressi che dopo un solo anno di studi fu invitato a Londra ad assistere Brian Walton nella preparazione della sua edizione di una Bibbia poliglotta. Oltre al lavoro di cura editoriale per le lingue arabo, persiano e siriaco, Hyde in quell'opera traslitterò in caratteri persiani il Pentateuco, di cui si possedeva una traduzione in lingua persiana, edita a Costantinopoli nel 1546, stampata però in caratteri ebraici. A quest'opera, che l'arcivescovo James Ussher aveva definita impossibile persino per un madrelingua persiano, Hyde fece accompagnare la versione latina.
Nel 1658 Hyde fu selezionato al Queen's College di Oxford come lettore di ebraico, e l'anno seguente gli fu conferita la laurea in lingue orientali per la sua erudizione. Sempre nel 1659 fu nominato viceresponsabile della Biblioteca Bodleiana, di cui divenne protobibliotecario, o direttore, nel 1665.
Nel 1666 gli fu garantita la prebenda di una parrocchia a Salisbury e nel 1673 l'arcidiaconato di Gloucester, seguita a breve dal conferimento del titolo di Divinitatis Doctor. Come bibliotecario fu responsabile della pubblicazione del Catalogus impressorum Librorum Bibliothecae Bodleianae del 1674, che fu il terzo catalogo pubblicato del posseduto della Bodleiana. 
Nel 1691, con la scomparsa di Edward Pococke, Hyde prese la cattedra di Laudian Professor of Arabic e, nel 1697, succedendo a Roger Altham, la Regius chair of Hebrew presso l'Università di Oxford e il canonicato della Christ Church.
Nel corso dei regni di Carlo II d'Inghilterra, Giacomo II e Guglielmo III, Hyde si dimise dall'incarico di interprete di corte per le lingue orientali. Rassegnò le dimissioni dalla Biblioteca Bodleiana nel 1701, dando come giustificazione una gotta ai piedi che lo rendeva incapace di lavorare con continuità. Morì a Oxford il 18 febbraio 1703.
A lui si attribuisce l'introduzione del termine "dualismo".
Hyde fu uno dei primi studiosi a prestare attenzione agli sterminati tesori letterari dell'antichità d'Oriente, come testimoniano i suoi scritti in cui dimostra padronanza del turco, dell'arabo, del siriaco, del persiano, dell'ebraico e del malese.
Dal gesuita cinese Michael Alphonsius Shen Fuzong (瀋福宗, pinyin: Shěn Fúzōng) apprese anche i primi rudimenti di cinese.
Nella sua opera principale, Historia religionis veterum Persarum del 1700, Hyde fece il primo tentativo europeo di correzione degli storici greci e latini in merito alla religione dell'antica Persia, basandosi sulle fonti orientali. Identificò così in Zoroastro un riformatore religioso.
Tra le altre sue opere, dai molteplici interessi, si trovano: Tabulae longitudinum et latitudinum stellarum fixarum ex observatione principis Ulugh Beighi (del 1665); Quatuor evangelia et acta apostolorum lingua Malaica, characteribus Europaeis (del 1677); Epistola de mensuris et ponderibus serum sive sinensium (del 1688); Abraham Peritsol's Itinera mundi (del 1691); e De ludis orientalibus libri II (del 1694) in cui descrisse la storia degli scacchi dalle fonti persiane, indiane e estremo orientali, oltre che a una varietà di giochi da tavolo, tra cui la prima descrizione europea delle regole del weiqi.
Le opere complete, inclusi i manoscritti mai pubblicati in precedenza, furono edite e stampate da Gregory Sharpe nel 1767 sotto il titolo Syntagma dissertationum quas olim Thomas Hyde separatim edidit . A questa edizione manca Historia religionis veterum Persarum, che ebbe una nuova edizione nel 1760.

## Opere
- Sive tabulac long. ac lat. stellarum fixarum ex observatione Ulugh Beighi, Tamerlanis Magni nepotis ... Ex tribus ... MSS. Persicis ... luce ac Latio donavit, et commentariis illustravit T. Hyde ... In calce libri accesserunt Mohammedis Tizini tabulae declinationum et rectarum ascensium. Additur demum elenchus nominum stellarum. Pers. and Lat., Oxonii, 1665.
- Catalogus impressorum librorum Bibliothecæ Bodlejanæ in Academia Oxoniensi. Cura & operâ Thomæ Hyde,  Oxonii, 1674
- Jang ampat Evangelia ... daan Berboatan derri jang Apostoli bersacti, bersalin dallam bassa Malayo. That is, The Four Gospels ... and the Acts of the Holy Apostles, translated into the Malayan tongue., Oxford : By H. Hall, 1677
- Epistola de mensuris et ponderibus Serum seu Sinensium, ubi etiam de ingenti illo muro, qui apud eos, etc., Oxoniæ, 1688
- De historia Shahiludii tria scripta Hebraica, viz. Rabbi Abraham Aben-Eyræ ... poema rythmicum: R. Bonsenior A Ben-Jachiæ ... oratio prosaica. Liber Deliciæ Regum, prosa ... per Anonymum. Omnia ex Chartis MSS. ... deprompsit et Latine vertit T. H. ... de Ludis Orientalium libri primi pars 2da. Heb. and Lat., Oxonii, 1689.
- אגרת אורחות עולם Igeret orḥot ʿolam : id est, Itinera mundi, sic dicta nempe Cosmographia, Latinâ versione donavit & notas passim adjecit Thomas Hyde ... calce exponitur Turcarum Liturgia, Peregrinatio Meccana, ægrotorum visitatio, circumcisio, &c., Oxonii : E Theatro Sheldoniano, 1691 [4]
- An account of the famous Prince Giolo, son of the King of Gilolo, now in England : an account of his life, parentage, and his strange and wonderful adventures; the manner of his being brought for England: with a description of the island of Gilolo, and the adjacent isle of Celebes: their religion and manners., London : Printed and sold by R. Taylor by Amen-Corner, 1692
- Mandragorias, seu historia Shahiludii ... De ludis Orientalium libri primi pars prima, quæ est Latina. Accedunt de eodem Rabbi Abraham Abben-Ezræ ... poema rythmicum: R. Bosenior Abben-Jachiæ ... oratio prosaica: Liber Deliciæ Regum, prosa ... per innominatum: De ludis Orientalium libri prima pars 2da, quæ est Hebrica ... congessit T. H. ... Præmittuntur de Shahiludio prolegomena, ecc. (Historia Nerdiludii, hoc est dicere Tranculorum; cum quibusdam aliis Arabum, ... Chinensium, et aliarum gentium ludis ... Item explicatio ... Chinensium ludi, qui eorum politiam ... exponit ... de ludis Orientalibus, lib. 2dus)., Oxonii : E Theatro Sheldoniano, 1694. [5]
- Historia religionis veterum Persarum eorumque Magorum […]. Zoroastris vita ejusque et aliorum vaticinia de Messiah e Persarum aliorumque monumentis eruuntur […]. Dantur veterum Persarum scripturæ & linguæ (ut hæ jam primo Europæ producantur & literato orbi postliminio reddantur) specimina […], Oxonii, e Theatro Sheldoniano, 1700.
- A Treatise of Bobovius concerning the liturgy of the Turks, &c. translated from the Latin with notes by T. H., 1712